# کانون فرهنگی آموزش قلم‌چی
کانون فرهنگی آموزش قلم‌چی مؤسسهٔ آموزشی غیردولتی در ایران است که بنیان‌گذار آن کاظم قلم‌چی می‌باشد و در زمینهٔ آموزش و نشر کتاب کمک درسی و برگزاری آزمون‌های برنامه‌ای و برنامه‌ریزی تحصیلی فعالیت می‌کند.
کانون قلمچی در سال ۱۳۷۰ تأسیس شد و در سال ۱۳۷۲ اولین دوره آزمون‌های منظم خود را در زیرزمین دبستان آزادگان، خیابان بوستان چهارم در منطقه پاسداران تهران برگزار کرد که تعداد شرکت‌کنندگان دختر و پسر در دو نوبت صبح و بعدازظهر در آن روز نزدیک به ۱۰۰ نفر بود. در حال حاضر حدوداً ۴۰۰ مرکز در سراسر ایران آزمون‌های منظم کانون فرهنگی آموزش را برگزار می‌کنند و خدمات کمک آموزشی را منطبق بر استانداردهای یکپارچه به دانش آموزان ارائه می‌دهند.

## برند قلم‌چی
برند قلم‌چی در سال ۱۳۹۲ در دهمین جشنواره ملی قهرمانان صنعت ایران به عنوان یکی از ۱۰۰ برند برتر ایران شناخته شد.

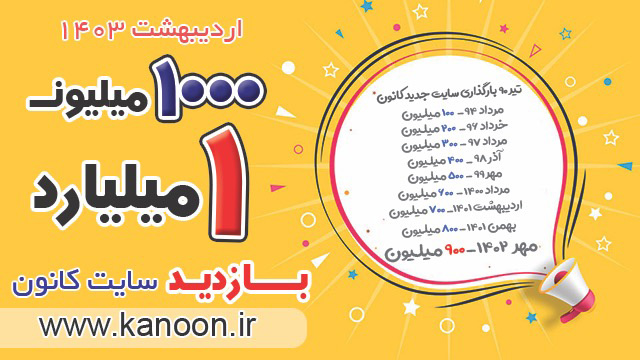
بازدید کل سایت قلم چی از سال ۱۳۹۰ تا سال ۱۴۰۳ (۱۳ سال)

سایت قلم چی در اردیبهشت سال ۱۴۰۳ به بازدید کل یک میلیارد رسید